# Heuqueville (Seine-Maritime)
Heuqueville ist eine französische Gemeinde mit 715 Einwohnern (Stand: 1. Januar 2022) im Département Seine-Maritime in der Region Normandie. Sie gehört zum Arrondissement Le Havre und zum Kanton Octeville-sur-Mer. Die Einwohner werden Heuquevillais und Heuquevillaises genannt.

## Geographie
Heuqueville liegt in der Naturregion Pays de Caux, etwa 14 Kilometer nordnordöstlich von Le Havre am Ärmelkanal. Umgeben wird Heuqueville von den Nachbargemeinden Saint-Jouin-Bruneval im Norden und Osten sowie Cauville-sur-Mer im Süden.

## Geschichte
Der Name der Gemeinde ist gallorömischen Ursprungs. Im 12. Jahrhundert hieß das Dorf Hugleville und wurde 1484 zu Heugleville-sur-Mer, 1763 zu Eugville und schließlich zu Heuqueville. Heuqueville behielt bis zum 19. Jahrhundert eine Turmhügelburg in der Nähe der Kirche. Vor der Französischen Revolution verfügte Heuqueville über eine Küstenwache, um jegliches Eindringen des Feindes über seine Küsten zu verhindern.

## Bevölkerungsentwicklung
| Jahr                       | 1962 | 1968 | 1975 | 1982 | 1990 | 1999 | 2006 | 2013 | 2020 |
| Einwohner                  | 222  | 230  | 319  | 440  | 590  | 585  | 633  | 699  | 713  |
| Quellen: Cassini und INSEE |      |      |      |      |      |      |      |      |      |

## Sehenswürdigkeiten
- Kirche Saint-Pierre aus dem 16. Jahrhundert
- Reste einer Wallburg (Motte)

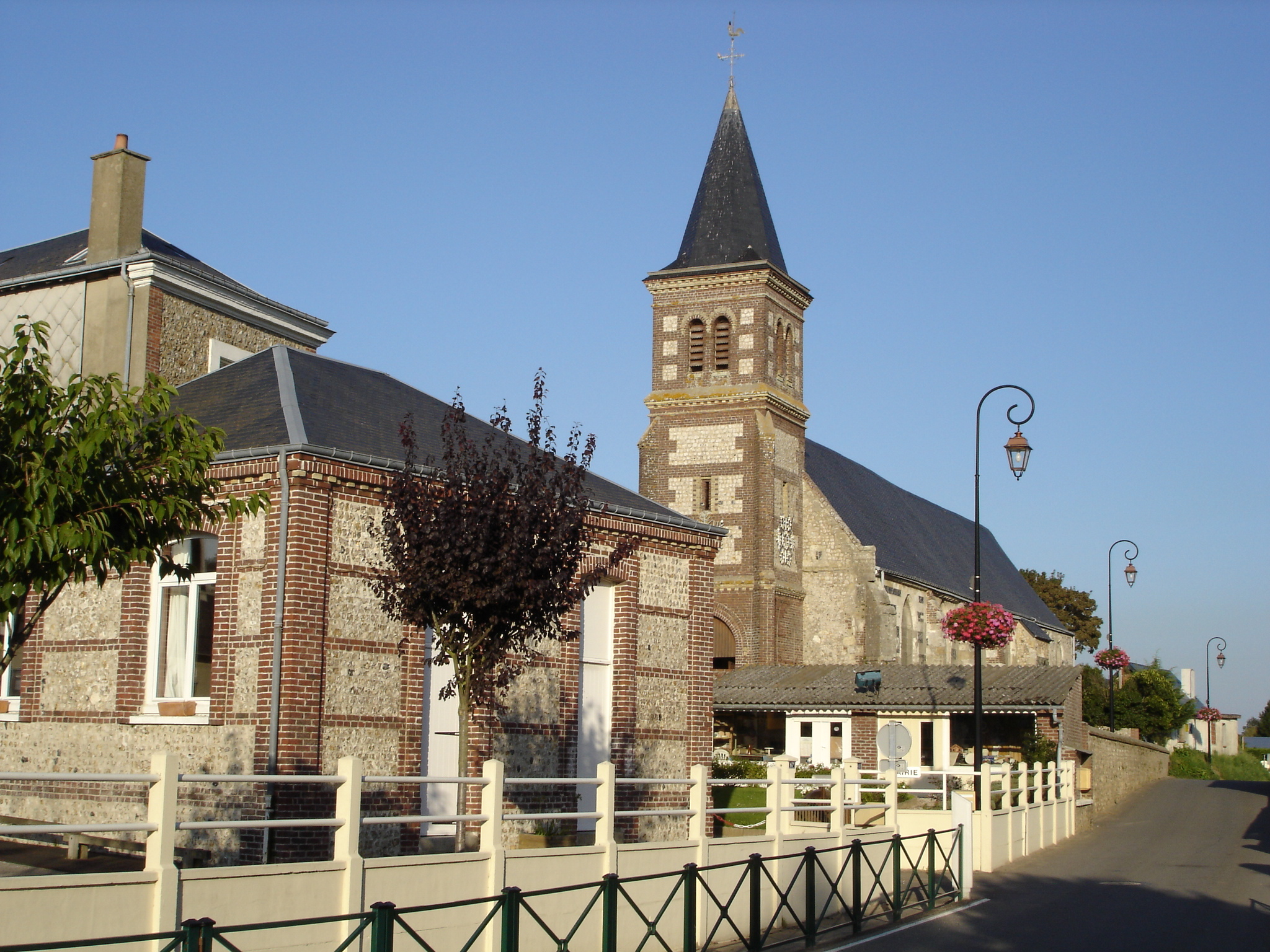
Kirche Saint-Pierre
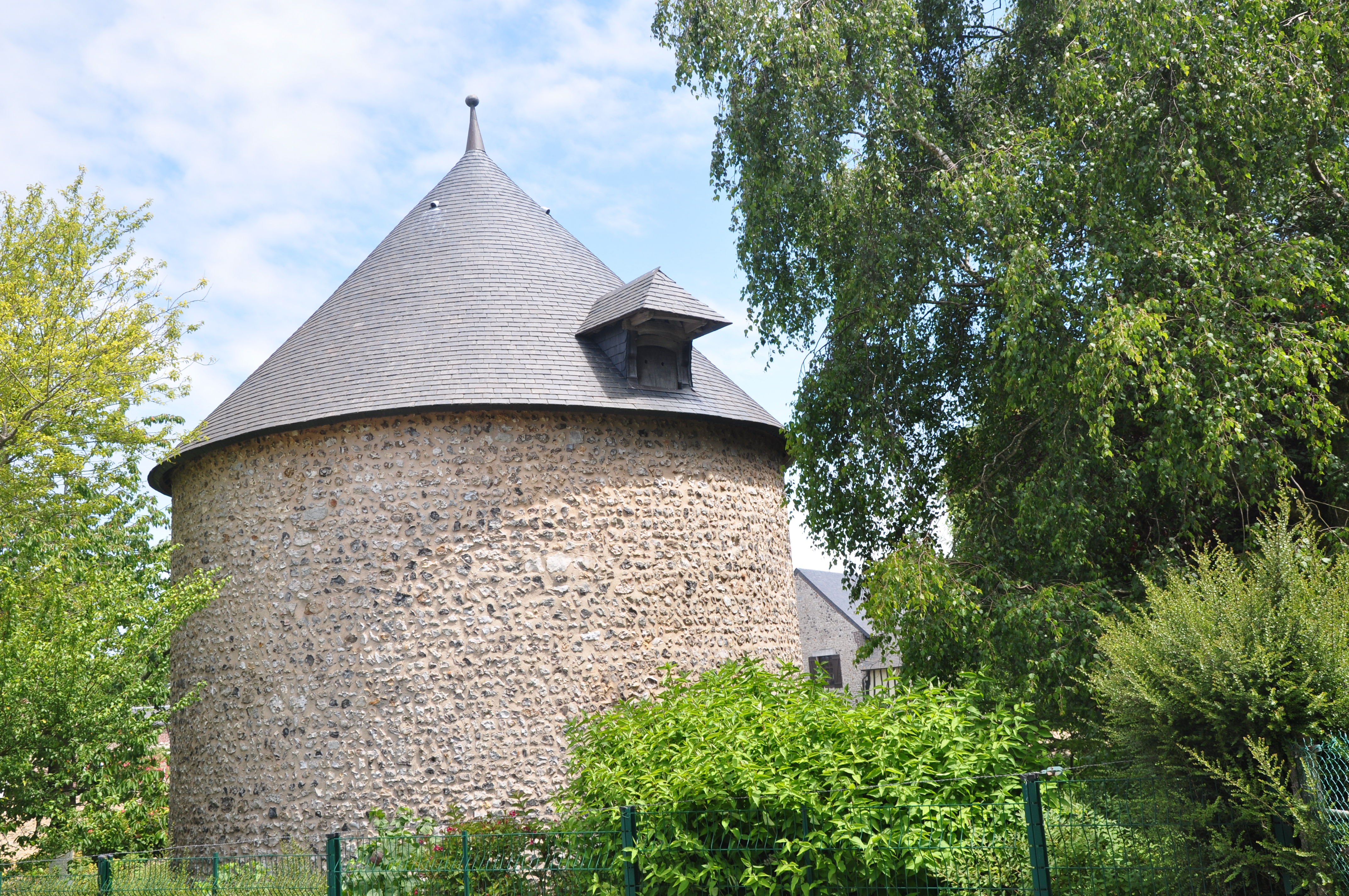
Taubenschlag